# NGC 2257
NGC 2257是一个在大麦哲伦星系边缘的球狀星團。位於劍魚座，視星等13.5，視直徑3.4′。